# Засіка

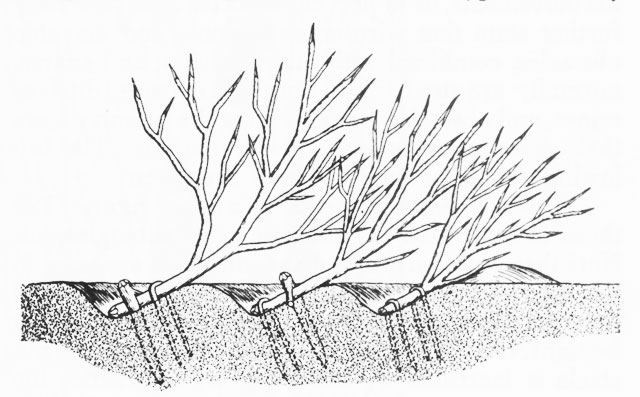
Одна з найбільш поширених форм засіки.

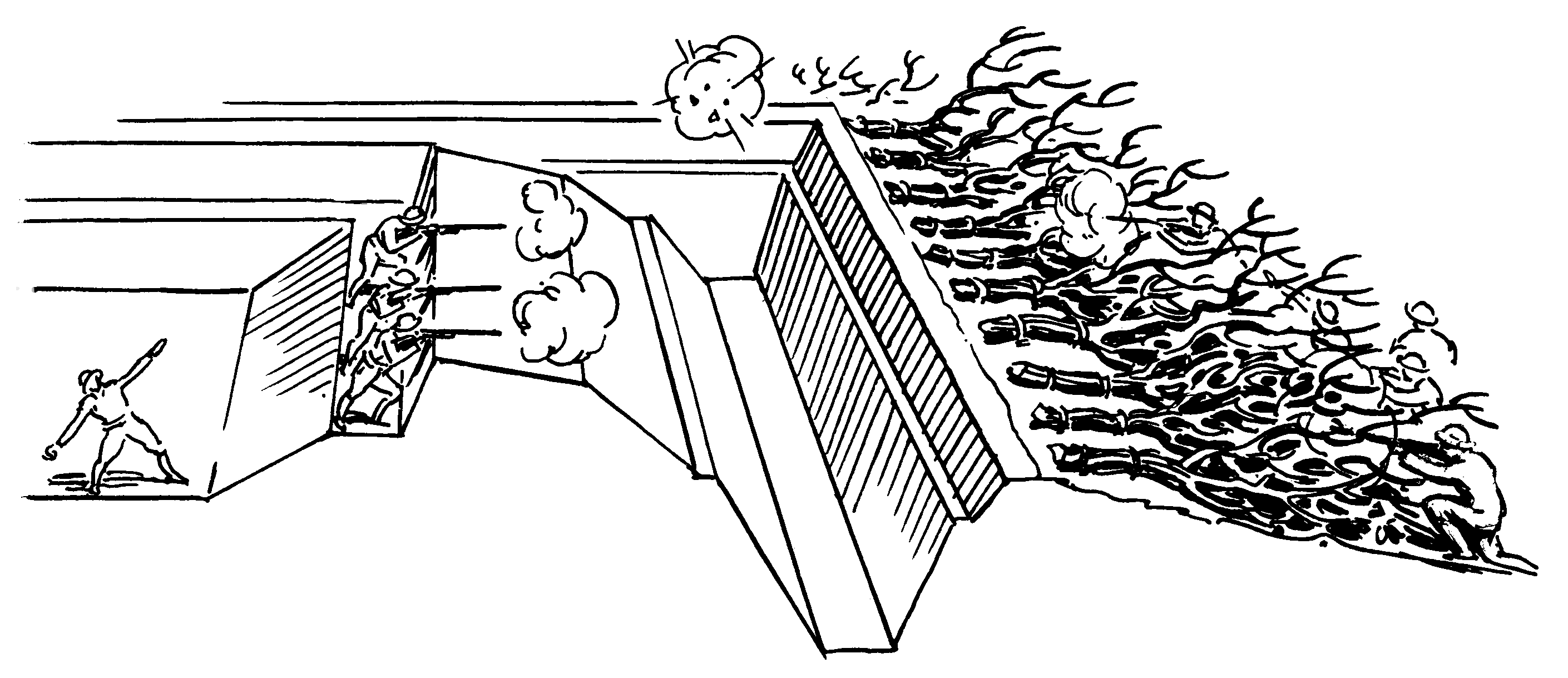
Засіка.

Засі́ка — перешкода на шляху наступу ворога в лісовому масиві із зрублених дерев середніх і більших розмірів, укладених верхівками в бік очікуваного наступу противника. Гілки дерев засікались у гострі коли.

## Історія
Засіки були відомі з найдавніших часів і являли собою серйозну перешкоду для нападаючої сторони. У Давньоруській державі засіки будувалися для захисту від нападів степових кочівників, спочатку печенігів, а пізніше й половців. Засіки, об'єднані у довгі оборонні лінії, називалися засічною межею.
Фрагмент нарису:
Ліс, де влаштовувалася засіка, називали заповідним. Він мав строго визначені межові кордони і охоронявся. Тут було заборонено не тільки рубати дерева, полювати, але навіть і просто заходити. Ширина засічної межі могла бути різною: від декількох сажнів, де були тільки рови та земляні вали, невелике болото або річка, до 20 — 30 і більше тодішніх верст (близько 40 — 60 км) суцільних лісів. Зазвичай діаметр заповідних лісів становив 2 — 3 версти (4 — 6 км). — 

## Призначення
За допомогою засік ускладнювалося переміщення ворожої піхоти та маневри кінноти. Відрізнялися відносною швидкістю та простотою створення. Іноді для того, щоб ускладнити усунення навалених дерев, їх закріплювали масивними перпендикулярними кілками, вбитими в землю.